# Кутјер
Кутјер (фр. Coutières) насеље је и општина у западној Француској у региону Поату-Шарант, у департману Де Севр која припада префектури Партне.
По подацима из 2011. године у општини је живело 162 становника, а густина насељености је износила 22,13 становника/km². Општина се простире на површини од 7,32 km². Налази се на средњој надморској висини од 180 метара (максималној 194 m, а минималној 144 m).

## Демографија
| 1962. | 1968. | 1975. | 1982. | 1990. | 1999. | 2011. |
| ----- | ----- | ----- | ----- | ----- | ----- | ----- |
| 172   | 202   | 187   | 177   | 138   | 128   | 162   |

График промене броја становника у току последњих година